# Катуса (Оклахома)
Катуса (енгл. Catoosa) град је у америчкој савезној држави Оклахома.

## Демографија
По попису из 2010. године број становника је 7.151, што је 1.702 (31,2%) становника више него 2000. године.
| Група             | 2000.         | 2010.         |
| Белци             | 4.234 (77,7%) | 4.939 (69,1%) |
| Афроамериканци    | 27 (0,5%)     | 81 (1,1%)     |
| Азијати           | 7 (0,1%)      | 60 (0,8%)     |
| Хиспаноамериканци | 188 (3,5%)    | 618 (8,6%)    |
| Укупно            | 5.449         | 7.151         |